# لیندیس‌فارن
latitudeلیندیس‌فارنlongitudeلیندیس‌فارن
لیندیس‌فارن (به انگلیسی: Lindisfarne) یک منطقهٔ مسکونی در بریتانیا است که در سواحل شرقی انگلستان قرار دارد. لیندیس‌فارن ۱۸۰ نفر جمعیت دارد.
اهمیت این جزیره به این دلیل است که نخست صومعه‌ای در آن قرار داشته و آن را جزیرهٔ مقدس می‌گفتند و در سال ۷۹۳ میلادی وایکینگ‌هایی که برای غارت به غرب رهسپار شده بودند این جزیره را غارت کردند و قتل‌عام به راه انداختند و این اتفاق (حمله به صومعه به عنوان مکانی مقدس) که در جهان مسیحیت بی‌سابقه بود، شوکی به جهان مسیحیت به‌ویژه انگلستان وارد کرده و سبب آغاز دوران وایکینگ‌ها شد.